# Élections législatives de 1968 en Eure-et-Loir
Les élections législatives françaises de 1968 se déroulent les 23 et 30 juin 1968. Dans le département d'Eure-et-Loir, trois députés sont à élire dans le cadre de trois circonscriptions.

## Élus
| Circonscription | Député sortant   | Parti | Parti          | Député élu ou réélu | Parti | Parti |
| --------------- | ---------------- | ----- | -------------- | ------------------- | ----- | ----- |
| 1re             | Edmond Desouches |       | FGDS (Radical) | Claude Gerbet       |       | RI    |
| 2e              | Émile Vivier     |       | FGDS (SFIO)    | Edmond Thorailler   |       | UDR   |
| 3e              | Michel Hoguet    |       | UDR            | Michel Hoguet       |       | UDR   |

## Résultats

### Résultats à l'échelle du département
| Parti          | Parti                                           | Premier tour | Premier tour | Second tour | Second tour | Sièges |
| Parti          | Parti                                           | Voix         | %            | Voix        | %           | Sièges |
| -------------- | ----------------------------------------------- | ------------ | ------------ | ----------- | ----------- | ------ |
|                | Union pour la défense de la République          | 51 149       | 36,29        | 25 087      | 26,64       | 2      |
|                | Républicains indépendants                       | 10 604       | 7,52         | 24 644      | 26,17       | 1      |
|                | Modérés                                         | 2 173        | 1,54         |             |             | 0      |
|                | Union des républicains de progrès               | 63 926       | 45,35        | 49 731      | 52,81       | 3      |
|                |                                                 |              |              |             |             |        |
|                | Parti radical                                   | 28 697       | 20,36        | 23 458      | 24,91       | 0      |
|                | Section française de l'Internationale ouvrière  | 13 219       | 9,38         | 20 976      | 22,28       | 0      |
|                | Fédération de la gauche démocrate et socialiste | 41 916       | 29,74        | 44 434      | 47,19       | 0      |
|                |                                                 |              |              |             |             |        |
|                | Parti communiste français                       | 18 506       | 13,13        |             |             | 0      |
|                | Progrès et démocratie moderne                   | 12 389       | 8,79         | Retrait     | Retrait     | 0      |
|                | Parti socialiste unifié                         | 2 263        | 1,61         |             |             | 0      |
|                | Divers                                          | 1 958        | 1,39         | 0           |             |        |
|                |                                                 |              |              |             |             |        |
| Inscrits       | Inscrits                                        | 175 428      | 100,00       | 117 489     | 100,00      | 3      |
| Abstentions    | Abstentions                                     | 32 066       | 18,28        | 21 513      | 18,31       |        |
| Votants        | Votants                                         | 143 362      | 81,72        | 95 976      | 81,69       |        |
| Blancs et nuls | Blancs et nuls                                  | 2 404        | 1,68         | 1 811       | 1,89        |        |
| Exprimés       | Exprimés                                        | 140 958      | 98,32        | 94 165      | 98,11       |        |

### Résultats par circonscription

#### Première circonscription (Chartres)
| Candidat       | Candidat                 | Parti          | Premier tour | Premier tour | Second tour | Second tour |  |
| Candidat       | Candidat                 | Parti          | Voix         | %            | Voix        | %           |  |
| -------------- | ------------------------ | -------------- | ------------ | ------------ | ----------- | ----------- |  |
|                | Edmond Desouches sortant | FGDS (Radical) | 14 829       | 30,6         | 23 458      | 48,77       |  |
|                | Claude Gerbet élu        | RI (URP)       | 10 604       | 21,88        | 24 644      | 51,23       |  |
|                | Jean Lelièvre            | UDR (URP)      | 8 938        | 18,44        | Retrait     | Retrait     |  |
|                | André Essirard           | PCF            | 5 529        | 11,41        |             |             |  |
|                | Jean Legué               | CD (PDM)       | 3 329        | 6,87         |             |             |  |
|                | Pierre July              | Modérés        | 2 173        | 4,48         |             |             |  |
|                | Pierre Mathet            | MPR            | 1 652        | 3,41         |             |             |  |
|                | Marcel Vasseur           | PSU            | 1 106        | 2,28         |             |             |  |
|                | Claude Cézard            | TD             | 306          | 0,63         |             |             |  |
|                |                          |                |              |              |             |             |  |
| Inscrits       | Inscrits                 | Inscrits       | 60 119       | 100,00       | 60 112      | 100,00      |  |
| Abstentions    | Abstentions              | Abstentions    | 10 975       | 18,26        | 11 107      | 18,48       |  |
| Votants        | Votants                  | Votants        | 49 144       | 81,74        | 49 005      | 81,52       |  |
| Blancs et nuls | Blancs et nuls           | Blancs et nuls | 678          | 1,38         | 903         | 1,84        |  |
| Exprimés       | Exprimés                 | Exprimés       | 48 466       | 98,62        | 48 102      | 98,16       |  |

#### Deuxième circonscription (Dreux)
| Candidat       | Candidat              | Parti          | Premier tour | Premier tour | Second tour | Second tour |  |
| Candidat       | Candidat              | Parti          | Voix         | %            | Voix        | %           |  |
| -------------- | --------------------- | -------------- | ------------ | ------------ | ----------- | ----------- |  |
|                | Edmond Thorailler élu | UDR (URP)      | 17 670       | 37,92        | 25 087      | 54,46       |  |
|                | Émile Vivier sortant  | FGDS (SFIO)    | 13 219       | 28,37        | 20 976      | 45,54       |  |
|                | Jean Cauchon          | CD (PDM)       | 9 060        | 19,44        | Retrait     | Retrait     |  |
|                | Georges Juillot       | PCF            | 5 497        | 11,8         |             |             |  |
|                | Jacques Dujardin      | PSU            | 1 157        | 2,48         |             |             |  |
|                |                       |                |              |              |             |             |  |
| Inscrits       | Inscrits              | Inscrits       | 57 393       | 100,00       | 57 377      | 100,00      |  |
| Abstentions    | Abstentions           | Abstentions    | 10 189       | 17,75        | 10 406      | 18,14       |  |
| Votants        | Votants               | Votants        | 47 204       | 82,25        | 46 971      | 81,86       |  |
| Blancs et nuls | Blancs et nuls        | Blancs et nuls | 601          | 1,27         | 908         | 1,93        |  |
| Exprimés       | Exprimés              | Exprimés       | 46 603       | 98,73        | 46 063      | 98,07       |  |

#### Troisième circonscription (Châteaudun - Nogent-le-Rotrou)
|                | Michel Hoguet sortant réélu | UDR (URP)      | 24 541 | 53,48  |  |  |  |
|                | Robert Huwart               | FGDS (Radical) | 13 868 | 30,22  |  |  |  |
|                | Maurice Perche              | PCF            | 7 480  | 16,3   |  |  |  |
|                |                             |                |        |        |  |  |  |
| Inscrits       | Inscrits                    | Inscrits       | 57 916 | 100,00 |  |  |  |
| Abstentions    | Abstentions                 | Abstentions    | 10 902 | 18,82  |  |  |  |
| Votants        | Votants                     | Votants        | 47 014 | 81,18  |  |  |  |
| Blancs et nuls | Blancs et nuls              | Blancs et nuls | 1 125  | 2,39   |  |  |  |
| Exprimés       | Exprimés                    | Exprimés       | 45 889 | 97,61  |  |  |  |